# Villa Ventana
Villa Ventana is een plaats in het Argentijnse bestuurlijke gebied Tornquist in de provincie Buenos Aires. De plaats telt 446 inwoners.